# Rali Dakar de 2006
O Rali Dakar de 2006 foi a 28ª edição do Rali Dakar, um rali que envolve automóveis, quadriciclos, motocicletas e camiões.

Mapa da Prova.

| Data           | Etapa                    | Ligação  | Especial | Ligação  | TOTAL    |
| -------------- | ------------------------ | -------- | -------- | -------- | -------- |
| 31 de dezembro | Lisboa - Portimão        | 186 km   | 83 hm    | 101 hm   | 370 km   |
| 1 de janeiro   | Portimão - Málaga        | 65 km    | 115 hm   | 387 hm   | 567 km   |
| 2 de janeiro   | Nador - Er Rachidia      | 237 km   | 314 hm   | 121 hm   | 672 km   |
| 3 de janeiro   | Er Rachidia - Ouarzazate | 56 km    | 386 hm   | 197 hm   | 639 km   |
| 4 de janeiro   | Ouarzazate - Tan Tan     | 187 km   | 350 hm   | 282 hm   | 819 km   |
| 5 de janeiro   | Tan Tan - Zouérat        | 336 km   | 444 hm   | 12 hm    | 792 km   |
| 6 de janeiro   | Zouerat - Atar           | 10 km    | 499 hm   | 12 hm    | 521 km   |
| 7 de janeiro   | Atar - Nouakchott        | 34 km    | 508 hm   | 26 hm    | 568 km   |
| 8 de janeiro   | Descanso                 | Descanso | Descanso | Descanso | Descanso |
| 9 de janeiro   | Nouakchott - Kiffa       | 30 km    | 599 hm   | 245 hm   | 874 km   |
| 10 de janeiro  | Kiffa - Kayes            | 1 km     | 283 hm   | 49 hm    | 333 km   |
| 11 de janeiro  | Kayes - Bamako           | 50 km    | 231 hm   | 424 hm   | 705 km   |
| 12 de janeiro  | Bamako - Labé            | 197 km   | 368 hm   | 307 hm   | 872 km   |
| 13 de janeiro  | Labe - Tambacounda       | 7 km     | 348 hm   | 212 hm   | 567 km   |
| 14 de janeiro  | Tambacounda - Dakar      | 107 km   | 254 hm   | 273 hm   | 634 km   |
| 15 de janeiro  | Dakar - Dakar            | 38 km    | 31 hm    | 41 hm    | 110 km   |

## Classificação

### Motos
| pos. |                         | país           | motor  | tempo    |
| ---- | ----------------------- | -------------- | ------ | -------- |
| 1    | Marc Coma               | Espanha        | KTM    | 55:27.17 |
| 2    | Cyril Despres           | França         | KTM    | 1:13.29  |
| 3    | Giovanni Sala           | Itália         | KTM    | 2:29.48  |
| 4    | Chris Blais             | Estados Unidos | KTM    | 2:36.18  |
| 5    | Carlo De Gavardo        | Chile          | KTM    | 3:22.47  |
| 6    | Pal-Anders Ullevalseter | Noruega        | KTM    | 3:54.52  |
| 7    | Alain Duclos            | França         | KTM    | 4:43.56  |
| 8    | David Casteu            | França         | Honda  | 6:16.21  |
| 9    | Helder Rodrigues        | Portugal       | Yamaha | 6:54.41  |
| 10   | Janis Vinters           | Letônia        | KTM    | 7:53.14  |

### Carros
| pos. |                      | país           | motor      | tempo    |
| ---- | -------------------- | -------------- | ---------- | -------- |
| 1    | Luc Alphand          | França         | Mitsubishi | 53:47.32 |
| 2    | Giniel de Villiers   | África do Sul  | Volkswagen | 0:17.53  |
| 3    | Nani Roma            | Espanha        | Mitsubishi | 1:50.38  |
| 4    | Stéphane Peterhansel | França         | Mitsubishi | 3:20.24  |
| 5    | Mark Miller          | Estados Unidos | Volkswagen | 3:23.25  |
| 6    | Jean-Louis Schlesser | França         | Ford       | 4:09.23  |
| 7    | Carlos Sousa         | Portugal       | Nissan     | 5:40.11  |
| 8    | Bruno Saby           | França         | Volkswagen | 8:14.45  |
| 9    | Guerlain Chicherit   | França         | BMW        | 8:25.13  |
| 10   | Thierry Magnaldi     | França         | Ford       | 8:25.57  |

### Camiões
| pos. |                    | país          | motor         | tempo    |
| ---- | ------------------ | ------------- | ------------- | -------- |
| 1    | Vladimir Chagin    | Rússia        | Kamaz         | 71:22.16 |
| 2    | Hans Stacey        | Países Baixos | MAN           | 2:21.09  |
| 3    | Fridaus Kabirov    | Rússia        | Kamaz         | 3:05.52  |
| 4    | Andre de Azevedo   | Brasil        | Tatra         | 5:30.51  |
| 5    | Yoshimasa Sugawara | Japão         | Hino          | 9:42.25  |
| 6    | Giacomo Vismara    | Itália        | Mercedes-Benz | 11:13.04 |
| 7    | Teruhito Sugawara  | Japão         | Hino          | 12:42.13 |
| 8    | Franz Echter       | Alemanha      | MAN           | 13:57.26 |
| 9    | Karl Sadlauer      | Áustria       | MAN           | 14:21.54 |
| 10   | Peter Reif         | Áustria       | MAN           | 15:01.20 |

## Pilotos Portugueses

### Carros
| Piloto                        | Co-Piloto                   | Marca      |
| Miguel Barbosa                | Miguel Ramalho              | Nissan     |
| Rui Filipe Benedi             | Pedro Miguel Cardoso        | Nissan     |
| Lino Carapeta                 | Ricardo Corticadas          | Bowler     |
| Luis Gabriel Carvalho Pereira | Carlos de Freitas Costa     | Toyota     |
| Maria do Céu Pires de Lima    | Arnaldo Marques             | Toyota     |
| Madalena Cupertino de Miranda | Jean-Michel Polato          | Nissan     |
| Luis Ferreira                 | José Madaleno               | Land-Rover |
| Pedro Gameiro                 | Pascal Gambillon            | Nissan     |
| Pedro Grancha                 | Vitor Dinis Carita de Jesus | Mitsubishi |
| Francisco Inocêncio           | Paulo Fiuza                 | Mitsubishi |
| Nuno Pedro Inocêncio          | Nuno Pedro Cardoso          | Mitsubishi |
| Ricardo Leal dos Santos       | -                           | Mitsubishi |
| Joaquim Adelio Machado        | Laurent Flament             | Toyota     |
| Paulo Marques                 | Dominique Robin             | Renault    |
| Carlos Matos                  | José Magalhães              | Land-Rover |
| Carlos Medeiros               | Nuno Rosado                 | Land-Rover |
| Hélder Oliveira               | José Marquês                | Nissan     |
| Carlos Sousa                  | Jean-Marie Lurquin          | Nissan     |
| Bernardo Vilar                | José Lucas                  | Nissan     |

### Motos
| Piloto           | Marca      |
| Rodrigo Amaral   | KTM        |
| Ruben Faria      | KTM        |
| Paulo Gonçalves  | Honda      |
| Nuno Matteus     | KTM        |
| Ricardo Pina     | KTM        |
| Hélder Rodrigues | Yamaha     |
| António Ventura  | Bombardier |

### Caminhão
| Piloto            | Co-piloto 1     | Co-piloto 2 | Marca   |
| Elisabete Jacinto | Filipe Palmeiro | Rui Porêlo  | Renault |